# Seydiyakup, Bayburt
Seydiyakup là một xã thuộc thành phố Bayburt, tỉnh Bayburt, Thổ Nhĩ Kỳ. Dân số thời điểm năm 2010 là 106 người.